# شير بهادور ديوبا
شير بهادور ديوبا (بالنيبالية: शेरबहादुर देउवा) (12 يونيو - 1946) سياسي نيبالي، يشغل منصب رئيس الوزراء الحالي لنيبال منذ 13 يوليو 2021. شغل سابقًا منصب رئيس الوزراء لأربع فترات (1995-1997، 2001-2002، 2004-2005، و2017-2018) وهو عضو في البرلمان عن مقاطعة داديلدهورا-1، وهو الرئيس الحالي لحزب المؤتمر النيبالي منذ عام 2016.